# KSV De Ruiter Roeselare
KSV De Ruiter Roeselare is een Belgische voetbalclub uit De Ruiter, een wijk van Roeselare. De club is aangesloten bij de KBVB met stamnummer 4980 en heeft blauw en wit als kleuren.

## Geschiedenis
In de periode 1933-1934 werd er in De Ruiter lokaal al gevoetbald tussen buurtploegen, maar dit viel stil met het uitbreken van de Tweede Wereldoorlog. Na de oorlog nam men de draad weer op en SV De Ruiter werd opgericht, dat zich in 1948 aansloot bij de Belgische Voetbalbond. De club ging er van start in de laagste provinciale reeksen.
In 1962 en 1963 wist SV De Ruiter twee maal op rij te promoveren en bereikte zo Tweede Provinciale, maar men viel echter in twee seizoenen ook weer terug naar het laagste niveau, Vierde Provinciale. In 1967 werd de club een vzw. In 1969 promoveerde men terug naar Derde Provinciale, maar in 1971 zakte men weer naar Vierde Provinciale. In de eerste helft van de jaren 70 steeg De Ruiter opnieuw naar Derde en in 1976 stootte men nog eens door naar Tweede. Het ging echter weer gauw bergaf, want in 1978 zakte men terug naar Derde Provinciale. De club kon zich daar nog enkele jaren handhaven, maar zakte in 1982/83 ook weer naar het allerlaagste niveau.
In 1985 keerde de SV De Ruiter terug in Derde. In 1989 stootte de club nogmaals door naar Tweede Provinciale, maar het verblijf duurde er maar een seizoen en opnieuw zakte men naar Derde Provinciale en in 1991/92 zakte men nogmaals naar Vierde Provinciale. De Ruiter bleef nu verschillende jaren op het laagste provinciale spelen. In 1998 vierde de club haar 50-jarige bestaan en werd koninklijk. In 1999 kon men nog eens promoveren, maar het verblijf in Derde duurde maar een seizoen en men zakte nogmaals naar het laagste niveau.
De Ruiter bleef het de eerste jaren van de 21ste eeuw ook in Vierde Provinciale moeilijk hebben, tot men er in 2006 de titel haalde en nog eens kon promoveren naar Derde Provinciale. In 2008 haalde men ook daar de titel en de club promoveerde verder naar Tweede Provinciale. In 2011 haalde De Ruiter daar de eindronde, won die en stootte zo door naar het hoogste provinciale niveau, Eerste Provinciale. De club kon zich de volgende seizoenen handhaven op het hoogste provinciale niveau. In 2014 behaalde men er zelfs een plaats in de eindronde, die men wist te winnen, zodat men naar de interprovinciale eindronde voor promotie mocht. Daar werd men echter uitgeschakeld door het Luxemburgse ROC Meix-devant-Virton. Ook het daaropvolgende seizoen maakte De Ruiter kans op promotie. De ploeg moest deze keer echter testwedstrijden afwerken om deel te nemen aan de interprovinciale eindronde. Daar heel wat spelers niet op deze eindronde hadden gerekend, ging De Ruiter van start aan deze testwedstrijden met hun beloftespelers (die kampioen waren geworden). Uiteindelijk won SC Wielsbeke deze driestrijd. Zij namen deel aan de eindronde, terwijl Ksv De Ruiter en KSK Vlamertinge in 1ste provinciale bleven spelen. Ook SC Wielsbeke bleef in 1ste provinciale spelen, na de uitschakeling in de eindronde tegen SVV Damme.
In de volgende jaren ging het bergaf met SV De Ruiter. In 2016 zakte de ploeg naar Tweede Provinciale, in 2019 naar Derde Provinciale en na het seizoen 2021-2022 zelfs naar Vierde Provinciale C. Echter, in het daaropvolgend seizoen 2022-2023 werd de titel vlot binnengehaald met 18 punten voorsprong op de tweede, zodat de ploeg in 2023-2024 terug kon aantreden in Derde Provinciale. Ook dat seizoen werd succesvol afgesloten op de derde plaats. Die plaats gaf recht op deelname aan de eindronde, waar gewonnen werd van Dosko Kanegem met 4-1 en van SK Eernegem met de strafschoppen (4-2, na 1-1 gelijkspel in de reguliere tijd). Dit zorgde voor de 2e promotie in 2 jaar tijd. 

## Resultaten
| Seizoen | Klasse | Klasse | Klasse | Klasse | Klasse | Klasse | Klasse | Klasse | Klasse | Reeks                                                    | Punten                                                   | Opmerkingen                                              |
|         | I      | I      | II     | III    | IV     | P.I    | P.II   | P.III  | P.IV   |                                                          |                                                          |                                                          |
| ------- | ------ | ------ | ------ | ------ | ------ | ------ | ------ | ------ | ------ | -------------------------------------------------------- | -------------------------------------------------------- | -------------------------------------------------------- |
| 2005/06 |        |        |        |        |        |        |        |        | 1      | Vierde prov. W-Vl. A                                     | 66                                                       |                                                          |
| 2006/07 |        |        |        |        |        |        |        | 5      |        | Derde prov. W-Vl. A                                      | 53                                                       |                                                          |
| 2007/08 |        |        |        |        |        |        |        | 1      |        | Derde prov. W-Vl. A                                      | 80                                                       |                                                          |
| 2008/09 |        |        |        |        |        |        | 4      |        |        | Tweede prov. W-Vl. B                                     | 53                                                       |                                                          |
| 2009/10 |        |        |        |        |        |        | 8      |        |        | Tweede prov. W-Vl. B                                     | 45                                                       |                                                          |
| 2010/11 |        |        |        |        |        |        | 2      |        |        | Tweede prov. W-Vl. B                                     | 57                                                       | Promotie via winst in de eindronde                       |
| 2011/12 |        |        |        |        |        | 6      |        |        |        | Eerste prov. W-Vl                                        | 47                                                       |                                                          |
| 2012/13 |        |        |        |        |        | 10     |        |        |        | Eerste prov. W-Vl                                        | 36                                                       |                                                          |
| 2013/14 |        |        |        |        |        | 2      |        |        |        | Eerste prov. W-Vl                                        | 68                                                       |                                                          |
| 2014/15 |        |        |        |        |        | 5      |        |        |        | Eerste prov. W-Vl                                        | 51                                                       |                                                          |
| 2015/16 |        |        |        |        |        | 16     |        |        |        | Eerste prov. W-Vl                                        | 12                                                       | Degradatie                                               |
|         | 1A     | 1B     | 1Am    | 2Am    | 3Am    | P.I    | P.II   | P.III  | P.IV   | Vanaf 2016-17 zijn er 3 nationale en 2 regionale niveaus | Vanaf 2016-17 zijn er 3 nationale en 2 regionale niveaus | Vanaf 2016-17 zijn er 3 nationale en 2 regionale niveaus |
| 2016/17 |        |        |        |        |        |        | 2      |        |        | Tweede prov. W-Vl. A                                     | 68                                                       | Verlies in de eindronde van Excelsior Zedelgem           |
| 2017/18 |        |        |        |        |        |        | 5      |        |        | Tweede prov. W-Vl. A                                     | 50                                                       |                                                          |
| 2018/19 |        |        |        |        |        |        | 7      |        |        | Tweede prov. W-Vl. A                                     | 42                                                       |                                                          |
| 2019/20 |        |        |        |        |        |        | 16     |        |        | Tweede prov. W-Vl. B                                     | 8                                                        | Degradatie                                               |
| 2020/21 |        |        |        |        |        |        |        | -      |        | Derde prov. W-Vl. C                                      | -                                                        | Competitie geschrapt wegens Covid-19                     |
| 2021/22 |        |        |        |        |        |        |        | 15     |        | Derde prov. W-Vl. C                                      | 17                                                       | Degradatie                                               |
| 2022/23 |        |        |        |        |        |        |        |        | 1      | Vierde prov. W-Vl. C                                     | 73                                                       |                                                          |
| 2023/24 |        |        |        |        |        |        |        | 3      |        | Derde prov. W-Vl. A                                      | 66                                                       | Promotie na eindronde                                    |
| 2024/25 |        |        |        |        |        |        | 15     |        |        | Tweede prov. W.-Vl. B                                    | 22                                                       |                                                          |
| 2025/26 |        |        |        |        |        |        |        |        |        | Derde prov. W.-Vl. C                                     |                                                          |                                                          |

## Bekende spelers
- Jurgen Sierens (jeugd)
- Louis Bostyn (jeugd)